# ولاية الأندلس
ولاية الأندلس أو ولاية قرطبة، هي فترة من تاريخ الأندلس بين 92 هـ / 711م و 138 هـ / 756م خضعت فيها الأندلس لحكم الدولة الأموية، حيث حكمتها مؤسسة سياسية تديرها دمشق. وعاصمة ولاية الأندلس هي قرطبة.
بعد الفتح الإسلامي لإسبانيا، أصبحت المملكة القوطية القديمة ولاية أموية، أي أن الأراضي التي حكمها ولاة الأندلس اعتمدوا على الخلافة في دمشق ولكن خضعوا للمركز السياسي لولاية المغرب العربي، والتي مقرها في القيروان.
أصبحت الأندلس بعد فتحها ولايةً من ولايات الدولة الأموية، واستمرت خاضعة للسلطة المركزية في دمشق حتى عهد هشام بن عبد الملك (105 - 125هـ \ 724 - 743م)، عندما ضعفت الحكومة المركزية، وانهمك ولاة وأمراء شمالي أفريقيا بشؤونهم الداخلية وفي مقدمتها ثورات البربر بعد أن استقطبهم الخوارج، فبات لازمًا على المسلمين في الأندلس أن يدافعوا عن أنفسهم بأنفسهم. وحاولوا منذ سنة 100هـ / 718م الاندفاع وراء جبال البرانس في غالة، فحصلت بينهم وبين الإفرنج عدة وقعات عنيفة انتصر المسلمون في بدايتها، ثم انقلبت الآية عليهم، وفي سنة 114هـ / 732م، اشتبك المسلمون والفرنجة في رحى معركةٍ عنيفة انهزم فيها المسلمون، وتوقف المد الإسلامي باتجاه قلب أوروپا.
تم تنظيم الأراضي التي تم فتحها عن طريق اتفاقيات الاستسلام التي سمحت بالفتح والتكامل السريع لمجتمعات كاملة دون تغيير عمليًا في الهيكل الاجتماعي أو السياسي الجديد. قامت مجموعات أخرى بتأسيس اتفاقيات مع الولاة، اعتناق الإسلام والحفاظ على التزامات معينة. تم منح درجات مختلفة من الحكم الذاتي المحلي للنبلاء ودفع الضرائب لكل السكان، وفقا لدرجة التقارب التي أظهروها. لم تكن هناك إرادة مبدئية لفرض الدين الإسلامي، على الرغم من الانتقال الكثيف للإسلام بين السكان، مما أدى إلى ظهور سكان مسلمين من أصول هسبان-رومان وقوط: وسموا بالمولدون (مثل كونت كاسيوس الذي ترجع إليه سلالة بنو قسي القوية، الذين سيطروا على وادي إبرو وحافظوا على علاقات لينة مع المسيحيين غير الخاضعين في الشمال - ممن لديهم علاقات القرابة- حتى تحالفوا ضد القوة المركزية في قرطبة). وأولئك الذين ظلوا مسيحيين، لكنهم وافقوا على الخضوع للحكم الإسلامي الجديد، يُطلق عليهم اسم المستعربون (مثل ثيوديمير، الذي سُمح له بالحفاظ على منطقة واسعة في الجنوب الشرقي - ماسمي كورة تدمير-).
احتفظ الحكام المسلمون ببعض الحاميات العسكرية في النقاط الإستراتيجية، (التي كان هدفها الرئيسي هو ضمان تحصيل الدخل). وتمكنوا من دراسة أسماء المواقع الجغرافية لبناء القلاع. في وادي نهر دويرة تمت محاولة توطين وحدات الآمازيغ؛ وإعادة تعمير مستوطنات مهجورة من سكانها الأصليين منذ فترات طويلة حتى من عصر ماقبل الرومان. وتقوية تلك الجيوب بالقلاع، ولكن كان توجيهها هو الحفاظ على استقلال معين ضد قرطبة أكثر من الدفاع عن المسيحيين في الشمال.
تم جمع الضرائب وتوزيع الغنائم عن طريق تقسيم الأصول إلى فئتين: الممتلكات المنقولة (أموال) والعقارات (الأراضي وخاصة المستزرعة) مع نظام ضريبي مختلف لكل حالة. تشدد النظام المالي بدءا من 730، في منعطف حرج من فترة محاصيل سيئة تزامنت مع انتفاضة البربر (التي بدأت في شمال أفريقيا وتحولت في عام 740 إلى ثورة كبيرة أثرت على شبه الجزيرة الإسبانية بأكملها). سعت الأقلية العربية الرائدة إلى الحصول على دعم من القاعدة السياسية للغرب الإسلامي (المغرب العربي)، التي كانت موجودة في إفريقية (القيروان - سابقا قرطاج - تونس الآن)، بما في ذلك المدد العسكري من الشام. تم القضاء على التمرد لكنه أدى إلى هجر البربر من النقاط الاستراتيجية في شبه الجزيرة مثل وادي دويرة، وتمركزوا حول ماردة. تسبب هجر البربر وادي دويرة بالإضافة إلى الحملات الأستورية (ألفونسو الأول) بأن حفزت السكان المحليين على النزوح نحو جبال كانتابريا. أدى ازدياد المطالبات المالية لتلبية احتياجات الحكومات المسلمة المحلية بسبب انخفاض عدد السكان غير المسلمين إلى خرق اتفاقيات الاستسلام القديمة لعدم الحاجة لها.